# Batilde de Eschaumburgo-Lipa
Batilde de Eschaumburgo-Lipa (Hradec Králové, 21 de Maio de 1873 – Arolsen, 6 de Abril de 1962) foi uma princesa alemã, filha do príncipe Guilherme de Eschaumburgo-Lipa, e esposa de Frederico, Príncipe de Waldeck e Pyrmont.

## Primeiros anos
Batilde nasceu em Ratiboritz, no Reino da Boémia (actualmente Ratibořské Hory, na República Checa), sendo a sexta filha do príncipe Guilherme de Eschaumburgo-Lipa (1834–1906), (filho de Jorge Guilherme, Príncipe de Eschaumburgo-Lipa e da princesa Ida de Waldeck e Pyrmont) e da sua esposa, a princesa Batilde de Anhalt-Dessau (1837–1902), (filha do príncipe Frederico Augusto de Anhalt-Dessau e da princesa Maria Luísa Carlota de Hesse-Cassel).

## Casamento
Batilde casou-se a 9 de Agosto de 1895 em Náchod, com o seu primo em segundo grau, Frederico, Príncipe de Waldeck e Pyrmont (1865–1946), sexto filho e herdeiro de Jorge Vítor, Príncipe de Waldeck e Pyrmont e da sua esposa, a princesa Helena de Nassau.
Tiveram quatro filhosː
1. Josias, Príncipe-herdeiro de Waldeck e Pyrmont (13 de Maio de 1896 – 30 de Novembro de 1967), oficial das SS, foi condenado a prisão perpétua depois da Segunda Guerra Mundial; casado com a duquesa Altburg de Oldemburgo; com descendência.
2. Maximiliano Guilherme de Waldeck e Pyrmont (13 de Setembro de 1898 – 23 de Fevereiro de 1981), casado com Gustava de Hallermund; com descendência.
3. Helena de Waldeck e Pyrmont (22 de Dezembro de 1899 – 18 de Fevereiro de 1948), casada com Nicolau, Príncipe-Herdeiro de Oldemburgo; com descendência.
4. Jorge Guilherme de Waldeck e Pyrmont (10 de Março de 1902 – 14 de Novembro de 1971), casado com Ingeborg de Hallermund; com descendência.

## Títulos e formas de tratamento
- 21 de Maio de 1873 – 9 de Agosto de 1895: Sua Alteza Sereníssima, a princesa Batilde de Eschaumburgo-Lipa
- 9 de Agosto de 1895 – 26 de Maio de 1946: Sua Alteza Sereníssima, a princesa de Waldeck e Pyrmont
- 26 de Maio de 1946 – 6 de Abril de 1962: Sua Alteza Sereníssima, a princesa-viúva de Waldeck e Pyrmont

## Genealogia
| Batilde de Eschaumburgo-Lipa | Pai: Guilherme de Eschaumburgo-Lipa (1834-1906) | Avô paterno: Jorge Guilherme, Príncipe de Eschaumburgo-Lipa | Bisavô paterno: Filipe II, Conde de Eschaumburgo-Lipa         |
| Batilde de Eschaumburgo-Lipa | Pai: Guilherme de Eschaumburgo-Lipa (1834-1906) | Avô paterno: Jorge Guilherme, Príncipe de Eschaumburgo-Lipa | Bisavó paterna: Juliana de Hesse-Philippsthal                 |
| Batilde de Eschaumburgo-Lipa | Pai: Guilherme de Eschaumburgo-Lipa (1834-1906) | Avó paterna: Ida de Waldeck e Pyrmont                       | Bisavô paterno: Jorge I, Príncipe de Waldeck e Pyrmont        |
| Batilde de Eschaumburgo-Lipa | Pai: Guilherme de Eschaumburgo-Lipa (1834-1906) | Avó paterna: Ida de Waldeck e Pyrmont                       | Bisavó paterna: Augusta de Schwarzburg-Sondershausen          |
| Batilde de Eschaumburgo-Lipa | Mãe: Batilde de Anhalt-Dessau                   | Avô materno: Frederico Augusto de Anhalt-Dessau             | Bisavô materno: Frederico, Príncipe-Herdeiro de Anhalt-Dessau |
| Batilde de Eschaumburgo-Lipa | Mãe: Batilde de Anhalt-Dessau                   | Avô materno: Frederico Augusto de Anhalt-Dessau             | Bisavó materna: Amália de Hesse-Homburgo                      |
| Batilde de Eschaumburgo-Lipa | Mãe: Batilde de Anhalt-Dessau                   | Avó materna: Maria Luísa de Hesse-Cassel                    | Bisavô materno: Guilherme de Hesse-Cassel                     |
| Batilde de Eschaumburgo-Lipa | Mãe: Batilde de Anhalt-Dessau                   | Avó materna: Maria Luísa de Hesse-Cassel                    | Bisavó materna: Luísa Carlota da Dinamarca                    |